# 兵庫県立神戸高塚高等学校
兵庫県立神戸高塚高等学校（ひょうごけんりつ こうべたかつかこうとうがっこう）は、兵庫県神戸市西区に所在する県立高等学校。

## 概要
校訓
「克己」「信愛」「創造」

「ひとりひとりが、生き生きと個性の輝く学校」を目指す。
育てるべき生徒像
- 生きる力を身につける
  - 文武両道
  - 学力の伸長
  - 規範意識・礼儀作法・思いやり

目指す学校像
- 行きたい学校
- 行かせたい学校
- 勤めたい学校
- 美しい学校

## 沿革
- 1984年 - 開校。
- 1990年7月6日 - 神戸高塚高校校門圧死事件が発生。
- 2012年 - 教育課程改編。

## カリキュラム
2012年（平成24年）からの特色選抜入学者は、第1学年で総合的な学習の時間で「リーダー探求」をテーマに学び、第2学年から「ボランティア類型」、「スポーツ類型」、「科学探求類型」の3類型に分かれる。複数選抜入学者は第2学年から「文系」と「理系」に分かれる。

## 事件
- 1990年7月6日に神戸高塚高校校門圧死事件が発生。遅刻指導担当の教諭が門を閉めようとしたところ、時間ぎりぎりで駆け込んできた女子生徒の頭部が門扉と壁の間に挟まれ頭蓋骨が粉砕し、死亡した。該当の教諭は懲戒免職となり、後に禁錮1年執行猶予3年の有罪判決を受け、確定している。

## 交通アクセス
神戸市営地下鉄西神・山手線 西神中央駅から徒歩約15分。

## 著名な卒業生
- 小坂田淳（陸上選手）
- 藤本幹朗（バレーボール指導者、V・プレミアリーグのトヨタ車体クインシーズコーチ）
- 吉井慎一（漫才コンビ『チング』のメンバー）
- コザック前田（ミュージシャン、ガガガSPのメンバー）
- 末政実緒（自転車競技・マウンテンバイクレース選手）
- 嶋洋平（ミュージシャン）
- 森村洋平（ミュージシャン）
- 愛美（女性声優、歌手、響所属）
- 才原茉莉乃（エイベックス ぷに子ユニット:アイドル）
- 岩波拓也（プロサッカー選手、J1リーグ・ヴィッセル神戸所属）
- 大瀬いぶき（女優、元宝塚歌劇団月組男役）